# 日本红螯蛛
日本红螯蛛（学名：Chiracanthium japonicum）为管巢蛛科红螯蛛属的动物。分布于日本、朝鲜以及中国大陆的内蒙古、吉林、辽宁、新疆、四川、甘肃、陕西、陕西、山东、河南、江苏、湖北、湖南等地，多生活于树林、果园以及多种农田。该物种的模式产地在日本。
其种加词“japonicum”意为“日本的”。